# Mimonectes sphaericus
O Mimonectes sphaericus é uma espécie de crustáceo encontrada nos oceanos Ártico e Antártico. Os indivíudos machos possuem antena em forma de espada.